# Shinji Kagawa
Shinji Kagawa (香川 真司?, Kagawa Shinji; Kōbe, 17 marzo 1989) è un calciatore giapponese, centrocampista del Cerezo Osaka. Con la nazionale giapponese ha vinto la Coppa d'Asia del 2011.
Considerato uno dei più forti giocatori giapponesi di tutti i tempi, detiene il record per il maggior numero di presenze e gol di un giocatore giapponese nelle competizioni UEFA per club. Nel 2010 è stato inoltre inserito nella lista dei migliori calciatori nati dopo il 1989 stilata da Don Balón mentre il 29 novembre 2012 ha vinto il premio AFC Asian International Player of the Year, rilasciato al miglior giocatore asiatico dell'anno militante in un club fuori dall'Asia.

## Caratteristiche tecniche
Kagawa è un trequartista molto duttile tatticamente, tanto da poter essere ugualmente impiegato come centrocampista centrale che ala sinistra. Pur non essendo molto forte sul versante fisico, compensa con un gioco molto agile e veloce. Capace di calciare con entrambi i piedi, è un bravo assist-man e un buon rigorista.

## Carriera

### Club

#### Kobe NK Soccer Club e FC Miyagi
Kagawa è nato a Tarumi-ku, un sobborgo di Kōbe e ha iniziato a giocare a calcio alle scuole elementari. Ha cominciato a giocare, a cinque anni, nel Marino FC, per poi entrare a far parte del Kobe NK FC e trasferirsi, infine, al FC Miyagi Barcelona, una delle principali accademie giovanili del Giappone.

#### Cerezo Osaka
Nel 2006 il Cerezo Osaka, all'epoca militante in J. League Division 2, lo mise sotto contratto all'età di 17 anni; questo fece di Kagawa primo giocatore in Giappone a firmare un contratto da professionista prima della fine del liceo, escludendo i giocatori promossi dalle giovanili dei club appartenenti alla J. League.
Nella stagione 2007 guadagnò un posto da titolare, e la squadra mancò la promozione in J. League 1. Sia in quella stagione che nel 2008 realizzò numerosi assist e gol; nella stagione 2009 mise a segno 27 gol in campionato, diventando il capocannoniere della stagione e contribuendo alla promozione della squadra di Osaka alla massima serie.

#### Borussia Dortmund
Il 12 maggio 2010 viene acquistato dal Borussia Dortmund per circa 350 000 euro, firmando un contratto di tre anni. Realizza i suoi primi due gol nella partita valida per l'accesso all'Europa League 2010-2011 contro il Qarabağ Ağdam, per poi andare a segno per la prima volta in Bundesliga nella partita vinta per 2-0 contro il Wolfsburg. Il suo primo gol in Champions League lo realizza il 23 novembre 2011 contro l'Arsenal, nella sconfitta esterna per 2-1.
Termina la stagione 2011-2012 con 17 gol realizzati di cui 13 in campionato vincendo il Meisterschale e la Coppa di Germania 2011-2012 nella finale, vinta 5-2 contro il Bayern Monaco, durante la quale segna il gol del vantaggio. Conclude la sua avventura tedesca con 32 gol fatti in 71 gare e con due campionati tedeschi e una Coppa di Germania vinti.

#### Manchester United
Il 5 giugno 2012 il Manchester United rende noto di aver trovato l'accordo sia con il Borussia Dortmund (per 16 milioni di €) sia con lo stesso giocatore. L'ufficialità viene data il 22 giugno 2012 una volta effettuate le visite mediche e ottenuto il permesso di lavoro nel Regno Unito. Il giocatore si unisce alla nuova squadra il 1º luglio 2012 dopo aver firmato un contratto di quattro anni. Fa il suo debutto il 20 agosto contro l'Everton e segna il suo primo gol in una competizione ufficiale con lo United il 25 agosto contro il Fulham, nella seconda giornata di campionato. Realizza la prima tripletta in partite ufficiali il 2 marzo nella partita interna vinta per 4-0 dallo United contro il Norwich City, segnando i primi tre gol dell'incontro.
Inizia la stagione 2013-2014 con la vittoria per 2-0 in Community Shield ai danni del retrocesso Wigan. Il 4 dicembre 2013 nella sconfitta interna per 0-1 contro l'Everton raggiunge quota 200 presenze in carriera nei campionati nazionali.
Nella sua esperienza a Manchester è stato prevalentemente riserva, non riuscendo a fornire prestazioni convincenti.

#### Ritorno al Borussia
Il 31 agosto 2014 viene riacquistato dal Borussia Dortmund per 7 milioni di euro, firmando un contratto quadriennale. Il primo gol da quando fa ritorno al Borussia Dortmund lo trova alla prima giornata di campionato nella vittoria per 3-1 contro il Friburgo (in cui ha pure fornito un assist). Dopo un inizio di buon livello torna a giocare sui suoi standard ritrovando anche spesso la maglia da titolare. conclude la stagione con 38 presenze e 6 gol all'attivo in totale.
Nella nuova stagione è uno dei titolari più frequenti per il nuovo tecnico Thomas Tuchel. Il 27 agosto segna la prima doppietta a livello europeo nelle qualificazioni ai giorni di Europa League nella partita vinta 7-2 in casa contro l'Odds BK. In Bundesliga è protagonista di un finale da urlo riuscendo a segnare 5 gol in 9 presenze, ai quali vanno aggiunti 2 assist vincenti.
Nella stagione 2016-2017, complice la dispendiosa campagna acquisti, perde il posto da titolare a favore dei nuovi giocatori. Il primo gol arriva nella prima partita della Coppa di Germania vinta 3-0 sul campo dell'Eintracht Trier, in cui sigla una doppietta. Il 22 novembre sigla una doppietta nella pazza partita di Champions League vinta 8-4 contro il Legia Varsavia. L'11 aprile 2017, alla vigilia della partita di Champions League contro il Monaco, un'esplosione investe il pullman su cui viaggiavano lui e la sua squadra.

#### Prestito al Besiktas
Il 31 gennaio 2019, dopo aver trovato poco spazio nelle gerarchie dell'allenatore Lucien Favre, Kagawa viene ceduto in prestito breve ai turchi del Beşiktaş.
Debutta il 3 febbraio contro l’Antalyaspor subentrando all’81º minuto ad Adem Ljajić; dopo neanche un minuto dal suo ingresso in campo realizza la sua prima rete nel campionato turco, seguita dalla seconda rete arrivata appena 120 secondi più tardi.

#### Real Zaragoza e PAOK
Il 9 agosto 2019 viene prelevato dal Real Saragozza. Nel corso della sua carriera al Real Zaragoza segna solo quattro reti. Il 4 ottobre 2020 rescinde il suo contratto con gli iberici.
Il 27 gennaio 2021, dopo alcuni mesi da svincolato, firma per il PAOK. Gioca poche partite oltre a non aver segnato nessun gol. Il 18 dicembre successivo, rescinde il contratto con la società greca.

#### Sint-Truiden
Il 10 gennaio 2022 firma per i belgi del Sint-Truiden. La sua prima rete per la squadra la segna in Pro League la segna su rigore battendo per 3-1 il Malines, mentre nella partita vinta per 2-1 contro il Charleroi è autore di un gol sensazionale tirando la palla direttamente dal calcio d'angolo. Lascia la squadra belga dopo aver collezionato complessivamente 18 presenze e 2 reti.

#### Ritorno al Cerezo Osaka
Il 31 gennaio 2023 viene ufficializzato il suo ritorno al Cerezo Osaka.

### Nazionale
Dopo aver partecipato con la nazionale Under-20 nipponica al mondiale di categoria del 2007 in Canada, il 24 maggio 2008 debutta con la nazionale maggiore in una partita amichevole vinta dal Giappone per 1-0 contro la Costa d'Avorio, valida per la Coppa Kirin. È nella selezione nipponica che partecipa ai Giochi olimpici di Pechino del 2008.
Il commissario tecnico Takeshi Okada non lo include nella rosa dei partecipanti al mondiale di Sudafrica 2010. Nel settembre 2010 segna il gol della vittoria per 1-0 del Giappone in amichevole contro il Paraguay a Yokohama.
Nel gennaio 2011 il Giappone allenato da Alberto Zaccheroni vince la sua quarta Coppa d'Asia grazie anche a due gol di Kagawa, segnati nel quarto di finale vinto per 3-2 contro i padroni di casa del Qatar. In semifinale, contro la Corea del Sud, il giocatore si procura una frattura del quinto metatarso del piede destro e resta così fuori dalla nazionale sino alla fine del torneo, saltando la finale vinta dopo i tempi supplementari contro l'Australia.
Nel 2012 durante una partita amichevole segna la rete del 1-0 all'88° minito su assist di Yuto Nagatomo ottenendo la prima storica vittoria del Giappone sulla Francia.
Partecipa poi alla Confederations Cup del 2013, dove segna il secondo gol dei suoi nella partita persa per 4-3 contro i vice-campioni d'Europa dell'Italia, e al campionato del mondo 2014 in Brasile, dove il Giappone è eliminato al termine della fase a gironi.
Nella Coppa d'Asia 2015, in Australia, segna il secondo gol del Giappone nella gara di prima fase vinta per 2-0 contro la Giordania, in cui è eletto uomo-partita. Prende parte al quarto di finale contro gli Emirati Arabi Uniti, contro cui, dopo l'1-1 dei tempi supplementari, fallisce uno dei tiri di rigore, calciando il pallone sulla traversa (il Giappone perde per 5-4).
Kagawa partecipa anche al campionato del mondo 2018 in Russia, dove il 19 giugno segna il gol che sblocca il risultato nella partita della fase a gironi vinta per 2-1 contro la Colombia. Gioca tre partite nel torneo, chiuso dagli asiatici agli ottavi di finale contro il Belgio.
Non viene convocato dal CT Hajime Moriyasu per la Coppa d'Asia 2019.

## Stile di gioco
Un giocatore tecnicamente e creativamente dotato, Kagawa è un versatile centrocampista offensivo che gioca principalmente in un ruolo di costruttore di gioco. Può inoltre giocare sia sulla fascia sinistra che su quella destra. Kagawa ha una buona compostezza sulla palla e prende decisioni e passaggi disciplinati. È un giocatore agile che tende a vagare attorno alla difesa avversaria alla ricerca di un passaggio intelligente e creativo o di un lancio profondo. Ha un grande gioco offensivo sia con che senza palla. Ha anche una grande posizione d'attacco che gli consente di avere uno degli occhi migliori per il gol. Forse le sue migliori qualità sono la sua agilità, disciplina nei passaggi, creatività, posizionamento durante l'attacco e la capacità di individuare un passaggio chiave. È piuttosto veloce e può attaccare e segnare da solo. Mentre gioca per il Giappone, ha giocato come centrocampista sinistro o come centrocampista offensivo centrale.

## Statistiche

### Presenze e reti nei club
Statistiche aggiornate al 26 maggio 2023.
| Anno                     | Squadra                  | Campionato               | Campionato | Campionato | Coppe nazionali | Coppe nazionali | Coppe nazionali | Coppe continentali | Coppe continentali | Coppe continentali | Altre coppe | Altre coppe | Altre coppe | Totale | Totale |
| Anno                     | Squadra                  | Comp                     | Pres       | Reti       | Comp            | Pres            | Reti            | Comp               | Pres               | Reti               | Comp        | Pres        | Reti        | Pres   | Reti   |
| ------------------------ | ------------------------ | ------------------------ | ---------- | ---------- | --------------- | --------------- | --------------- | ------------------ | ------------------ | ------------------ | ----------- | ----------- | ----------- | ------ | ------ |
| 2006                     | Cerezo Osaka             | J1+JLC                   | 0+0        | 0+0        | CI              | 0               | 0               | -                  | -                  | -                  | -           | -           | -           | 0      | 0      |
| 2007                     | Cerezo Osaka             | J2                       | 35         | 5          | CI              | 1               | 2               | -                  | -                  | -                  | -           | -           | -           | 36     | 7      |
| 2008                     | Cerezo Osaka             | J2                       | 35         | 16         | CI              | 0               | 0               | -                  | -                  | -                  | -           | -           | -           | 35     | 16     |
| 2009                     | Cerezo Osaka             | J2                       | 44         | 27         | CI              | 0               | 0               | -                  | -                  | -                  | -           | -           | -           | 44     | 27     |
| 2010                     | Cerezo Osaka             | J1                       | 11         | 7          | CI+JLC          | 0+1             | 0+0             | -                  | -                  | -                  | -           | -           | -           | 12     | 7      |
| 2010-2011                | Borussia Dortmund        | BL                       | 18         | 8          | CG              | 2               | 0               | UEL                | 8                  | 4                  | -           | -           | -           | 28     | 12     |
| 2011-2012                | Borussia Dortmund        | BL                       | 31         | 13         | CG              | 5               | 3               | UCL                | 6                  | 1                  | SG          | 1           | 0           | 43     | 17     |
| 2012-2013                | Manchester United        | PL                       | 20         | 6          | FACup+CdL       | 3+0             | 0+0             | UCL                | 3                  | 0                  | -           | -           | -           | 26     | 6      |
| 2013-2014                | Manchester United        | PL                       | 18         | 0          | FACup+CdL       | 1+2             | 0+0             | UCL                | 8                  | 0                  | CS          | 1           | 0           | 30     | 0      |
| ago. 2014                | Manchester United        | PL                       | 0          | 0          | FACup+CdL       | 0+1             | 0+0             | -                  | -                  | -                  | -           | -           | -           | 1      | 0      |
| Totale Manchester United | Totale Manchester United | Totale Manchester United | 38         | 6          |                 | 7               | 0               |                    | 11                 | 0                  |             | 1           | 0           | 57     | 6      |
| ago. 2014-2015           | Borussia Dortmund        | BL                       | 28         | 5          | CG              | 5               | 1               | UCL                | 5                  | 0                  | SG          | -           | -           | 38     | 6      |
| 2015-2016                | Borussia Dortmund        | BL                       | 29         | 9          | CG              | 5               | 1               | UEL                | 12                 | 3                  | -           | -           | -           | 46     | 13     |
| 2016-2017                | Borussia Dortmund        | BL                       | 21         | 1          | CG              | 3               | 2               | UCL                | 5                  | 3                  | SG          | 1           | 0           | 30     | 6      |
| 2017-2018                | Borussia Dortmund        | BL                       | 19         | 5          | CG              | 3               | 1               | UCL                | 5                  | 0                  | SG          | 0           | 0           | 27     | 6      |
| 2018-gen. 2019           | Borussia Dortmund        | BL                       | 2          | 0          | CG              | 1               | 0               | UCL                | 1                  | 0                  | -           | -           | -           | 4      | 0      |
| Totale Borussia Dortmund | Totale Borussia Dortmund | Totale Borussia Dortmund | 148        | 41         |                 | 24              | 8               |                    | 42                 | 11                 |             | 2           | 0           | 216    | 60     |
| gen.-giu. 2019           | Beşiktaş                 | SL                       | 14         | 4          | TK              | 0               | 0               | UEL                | -                  | -                  | -           | -           | -           | 14     | 4      |
| Totale Beşiktaş          | Totale Beşiktaş          | Totale Beşiktaş          | 14         | 4          |                 | 0               | 0               |                    | 0                  | 0                  |             | 0           | 0           | 14     | 4      |
| 2019-2020                | Real Saragozza           | SD                       | 33         | 4          | CR              | 3               | 0               | -                  | -                  | -                  | -           | -           | -           | 36     | 4      |
| gen.-giu. 2021           | PAOK                     | SLE                      | 5          | 0          | CG              | 3               | 0               | UEL                | 0                  | 0                  | -           | -           | -           | 8      | 0      |
| lug.-dic. 2021           | PAOK                     | SLE                      | 1          | 0          | CG              | -               | -               | UECL               | 3                  | 0                  | -           | -           | -           | 4      | 0      |
| Totale PAOK              | Totale PAOK              | Totale PAOK              | 6          | 0          |                 | 3               | 0               |                    | 3                  | 0                  |             | -           | -           | 12     | 0      |
| gen.-giu. 2022           | Sint-Truiden             | PL                       | 6          | 0          | CB              | -               | -               | -                  | -                  | -                  | -           | -           | -           | 6      | 0      |
| 2022-gen. 2023           | Sint-Truiden             | PL                       | 12         | 2          | CB              | -               | -               | -                  | -                  | -                  | -           | -           | -           | 12     | 2      |
| Totale Sint-Truiden      | Totale Sint-Truiden      | Totale Sint-Truiden      | 18         | 2          |                 | -               | -               |                    | -                  | -                  |             | -           | -           | 18     | 2      |
| feb.-dic. 2023           | Cerezo Osaka             | J1                       | 34         | 2          | CI+CdL          | 1+4             | 0               | -                  | -                  | -                  | -           | -           | -           | 39     | 2      |
| 2024                     | Cerezo Osaka             | J1                       | 10         | 1          | CI+CdL          | 1+2             | 0+0             | -                  | -                  | -                  | -           | -           | -           | 13     | 1      |
| Totale Cerezo Osaka      | Totale Cerezo Osaka      | Totale Cerezo Osaka      | 166        | 58         |                 | 10              | 2               |                    | -                  | -                  |             | -           | -           | 176    | 60     |
| Totale carriera          | Totale carriera          | Totale carriera          | 410        | 113        |                 | 47              | 11              |                    | 56                 | 11                 |             | 3           | 0           | 516    | 135    |

### Cronologia presenze e reti in nazionale
| Cronologia completa delle presenze e delle reti in nazionale ― Giappone | Cronologia completa delle presenze e delle reti in nazionale ― Giappone | Cronologia completa delle presenze e delle reti in nazionale ― Giappone | Cronologia completa delle presenze e delle reti in nazionale ― Giappone | Cronologia completa delle presenze e delle reti in nazionale ― Giappone | Cronologia completa delle presenze e delle reti in nazionale ― Giappone | Cronologia completa delle presenze e delle reti in nazionale ― Giappone | Cronologia completa delle presenze e delle reti in nazionale ― Giappone |
| Data                                                                    | Città                                                                   | In casa                                                                 | Risultato                                                               | Ospiti                                                                  | Competizione                                                            | Reti                                                                    | Note                                                                    |
| ----------------------------------------------------------------------- | ----------------------------------------------------------------------- | ----------------------------------------------------------------------- | ----------------------------------------------------------------------- | ----------------------------------------------------------------------- | ----------------------------------------------------------------------- | ----------------------------------------------------------------------- | ----------------------------------------------------------------------- |
| 25-5-2008                                                               | Toyota                                                                  | Giappone                                                                | 1 – 0                                                                   | Costa d'Avorio                                                          | Amichevole                                                              | -                                                                       | 75’                                                                     |
| 2-6-2008                                                                | Yokohama                                                                | Giappone                                                                | 3 – 0                                                                   | Oman                                                                    | Qual. Mondiali 2010                                                     | -                                                                       | 72’ 84’                                                                 |
| 14-6-2008                                                               | Bangkok                                                                 | Thailandia                                                              | 0 – 3                                                                   | Giappone                                                                | Qual. Mondiali 2010                                                     | -                                                                       | 82’                                                                     |
| 9-10-2008                                                               | Niigata                                                                 | Giappone                                                                | 1 – 1                                                                   | Emirati Arabi Uniti                                                     | Amichevole                                                              | 1                                                                       | 70’                                                                     |
| 15-10-2008                                                              | Saitama                                                                 | Giappone                                                                | 1 – 1                                                                   | Uzbekistan                                                              | Qual. Mondiali 2010                                                     | -                                                                       | 76’                                                                     |
| 13-11-2008                                                              | Kōbe                                                                    | Giappone                                                                | 3 – 1                                                                   | Siria                                                                   | Amichevole                                                              | -                                                                       | 46’ 77’                                                                 |
| 20-1-2009                                                               | Kumamoto                                                                | Giappone                                                                | 2 – 1                                                                   | Yemen                                                                   | Qual. Coppa d'Asia 2011                                                 | -                                                                       | 88’                                                                     |
| 28-1-2009                                                               | Manama                                                                  | Bahrein                                                                 | 1 – 0                                                                   | Giappone                                                                | Qual. Coppa d'Asia 2011                                                 | -                                                                       | 63’                                                                     |
| 4-2-2009                                                                | Tokyo                                                                   | Giappone                                                                | 5 – 1                                                                   | Finlandia                                                               | Amichevole                                                              | 1                                                                       | 81’                                                                     |
| 27-5-2009                                                               | Osaka                                                                   | Giappone                                                                | 4 – 0                                                                   | Cile                                                                    | Amichevole                                                              | -                                                                       | 83’                                                                     |
| 2-2-2010                                                                | Ōita                                                                    | Giappone                                                                | 0 – 0                                                                   | Venezuela                                                               | Amichevole                                                              | -                                                                       | 84’                                                                     |
| 11-2-2010                                                               | Tokyo                                                                   | Giappone                                                                | 3 – 0                                                                   | Hong Kong                                                               | Coppa dell'Asia orientale 2010                                          | -                                                                       | 76’                                                                     |
| 14-2-2010                                                               | Tokyo                                                                   | Giappone                                                                | 1 – 3                                                                   | Corea del Sud                                                           | Coppa dell'Asia orientale 2010                                          | -                                                                       | 26’ 46’                                                                 |
| 4-9-2010                                                                | Yokohama                                                                | Giappone                                                                | 1 – 0                                                                   | Paraguay                                                                | Amichevole                                                              | 1                                                                       | 90’                                                                     |
| 7-9-2010                                                                | Osaka                                                                   | Giappone                                                                | 2 – 1                                                                   | Guatemala                                                               | Amichevole                                                              | -                                                                       | 66’                                                                     |
| 8-10-2010                                                               | Saitama                                                                 | Giappone                                                                | 1 – 0                                                                   | Argentina                                                               | Amichevole                                                              | -                                                                       | 77’                                                                     |
| 12-10-2010                                                              | Seul                                                                    | Corea del Sud                                                           | 0 – 0                                                                   | Giappone                                                                | Amichevole                                                              | -                                                                       | 72’                                                                     |
| 9-1-2011                                                                | Doha                                                                    | Giappone                                                                | 1 – 1                                                                   | Giordania                                                               | Coppa d'Asia 2011 - 1º turno                                            | -                                                                       |                                                                         |
| 13-1-2011                                                               | Doha                                                                    | Siria                                                                   | 1 – 2                                                                   | Giappone                                                                | Coppa d'Asia 2011 - 1º turno                                            | -                                                                       | 65’                                                                     |
| 17-1-2011                                                               | Doha                                                                    | Arabia Saudita                                                          | 0 – 5                                                                   | Giappone                                                                | Coppa d'Asia 2011 - 1º turno                                            | -                                                                       |                                                                         |
| 21-1-2011                                                               | Doha                                                                    | Giappone                                                                | 3 – 2                                                                   | Qatar                                                                   | Coppa d'Asia 2011 - Quarti di finale                                    | 2                                                                       | 93’                                                                     |
| 25-1-2011                                                               | Doha                                                                    | Giappone                                                                | 2 – 2 dts (3 – 0 dtr)                                                   | Corea del Sud                                                           | Coppa d'Asia 2011 - Semifinale                                          | -                                                                       | 87’                                                                     |
| 10-8-2011                                                               | Sapporo                                                                 | Giappone                                                                | 3 – 0                                                                   | Corea del Sud                                                           | Amichevole                                                              | 2                                                                       | 85’                                                                     |
| 2-9-2011                                                                | Saitama                                                                 | Giappone                                                                | 1 – 0                                                                   | Corea del Nord                                                          | Qual. Mondiali 2014                                                     | -                                                                       |                                                                         |
| 7-9-2011                                                                | Tashkent                                                                | Uzbekistan                                                              | 1 – 1                                                                   | Giappone                                                                | Qual. Mondiali 2014                                                     | -                                                                       |                                                                         |
| 7-10-2011                                                               | Kōbe                                                                    | Giappone                                                                | 1 – 0                                                                   | Vietnam                                                                 | Amichevole                                                              | -                                                                       | 46’                                                                     |
| 11-10-2011                                                              | Osaka                                                                   | Giappone                                                                | 8 – 0                                                                   | Tagikistan                                                              | Qual. Mondiali 2014                                                     | 2                                                                       |                                                                         |
| 11-11-2011                                                              | Dušanbe                                                                 | Tagikistan                                                              | 0 – 4                                                                   | Giappone                                                                | Qual. Mondiali 2014                                                     | -                                                                       |                                                                         |
| 29-2-2012                                                               | Toyota                                                                  | Giappone                                                                | 0 – 1                                                                   | Uzbekistan                                                              | Qual. Mondiali 2014                                                     | -                                                                       |                                                                         |
| 23-5-2012                                                               | Fukuroi                                                                 | Giappone                                                                | 2 – 0                                                                   | Azerbaigian                                                             | Amichevole                                                              | 1                                                                       | 62’                                                                     |
| 3-6-2012                                                                | Saitama                                                                 | Giappone                                                                | 3 – 0                                                                   | Oman                                                                    | Qual. Mondiali 2014                                                     | -                                                                       |                                                                         |
| 8-6-2012                                                                | Saitama                                                                 | Giappone                                                                | 6 – 0                                                                   | Giordania                                                               | Qual. Mondiali 2014                                                     | 1                                                                       |                                                                         |
| 12-6-2012                                                               | Brisbane                                                                | Australia                                                               | 1 – 1                                                                   | Giappone                                                                | Qual. Mondiali 2014                                                     | -                                                                       | 92’                                                                     |
| 15-8-2012                                                               | Sapporo                                                                 | Giappone                                                                | 1 – 1                                                                   | Venezuela                                                               | Amichevole                                                              | -                                                                       |                                                                         |
| 16-9-2012                                                               | Niigata                                                                 | Giappone                                                                | 1 – 0                                                                   | Emirati Arabi Uniti                                                     | Amichevole                                                              | -                                                                       | 46’                                                                     |
| 12-10-2012                                                              | Saint-Denis                                                             | Francia                                                                 | 0 – 1                                                                   | Giappone                                                                | Amichevole                                                              | 1                                                                       |                                                                         |
| 16-10-2012                                                              | Breslavia                                                               | Giappone                                                                | 0 – 4                                                                   | Brasile                                                                 | Amichevole                                                              | -                                                                       |                                                                         |
| 6-2-2013                                                                | Kōbe                                                                    | Giappone                                                                | 3 – 0                                                                   | Lettonia                                                                | Amichevole                                                              | -                                                                       |                                                                         |
| 22-3-2013                                                               | Doha                                                                    | Giappone                                                                | 2 – 1                                                                   | Canada                                                                  | Amichevole                                                              | -                                                                       |                                                                         |
| 26-3-2013                                                               | Amman                                                                   | Giordania                                                               | 2 – 1                                                                   | Giappone                                                                | Qual. Mondiali 2014                                                     | 1                                                                       |                                                                         |
| 30-5-2013                                                               | Toyota                                                                  | Giappone                                                                | 0 – 2                                                                   | Bulgaria                                                                | Amichevole                                                              | -                                                                       |                                                                         |
| 4-6-2013                                                                | Saitama                                                                 | Giappone                                                                | 1 – 1                                                                   | Australia                                                               | Qual. Mondiali 2014                                                     | -                                                                       |                                                                         |
| 11-6-2013                                                               | Doha                                                                    | Iraq                                                                    | 0 – 1                                                                   | Giappone                                                                | Qual. Mondiali 2014                                                     | -                                                                       |                                                                         |
| 15-6-2013                                                               | Brasilia                                                                | Brasile                                                                 | 3 – 0                                                                   | Giappone                                                                | Conf. Cup 2013 - 1º turno                                               | -                                                                       |                                                                         |
| 19-6-2013                                                               | Recife                                                                  | Italia                                                                  | 4 – 3                                                                   | Giappone                                                                | Conf. Cup 2013 - 1º turno                                               | 1                                                                       |                                                                         |
| 22-6-2013                                                               | Belo Horizonte                                                          | Giappone                                                                | 1 – 2                                                                   | Messico                                                                 | Conf. Cup 2013 - 1º turno                                               | -                                                                       |                                                                         |
| 14-8-2013                                                               | Rifu                                                                    | Giappone                                                                | 2 – 4                                                                   | Uruguay                                                                 | Amichevole                                                              | 1                                                                       |                                                                         |
| 6-9-2013                                                                | Osaka                                                                   | Giappone                                                                | 3 – 0                                                                   | Guatemala                                                               | Amichevole                                                              | -                                                                       | 75’                                                                     |
| 10-9-2013                                                               | Yokohama                                                                | Giappone                                                                | 3 – 1                                                                   | Ghana                                                                   | Amichevole                                                              | 1                                                                       | 85’                                                                     |
| 11-10-2013                                                              | Novi Sad                                                                | Serbia                                                                  | 2 – 0                                                                   | Giappone                                                                | Amichevole                                                              | -                                                                       | 86’                                                                     |
| 15-10-2013                                                              | Minsk                                                                   | Bielorussia                                                             | 0 – 1                                                                   | Giappone                                                                | Amichevole                                                              | -                                                                       |                                                                         |
| 16-11-2013                                                              | Genk                                                                    | Paesi Bassi                                                             | 2 – 2                                                                   | Giappone                                                                | Amichevole                                                              | -                                                                       | 46’                                                                     |
| 19-11-2013                                                              | Bruxelles                                                               | Belgio                                                                  | 2 – 3                                                                   | Giappone                                                                | Amichevole                                                              | -                                                                       | 82’                                                                     |
| 5-3-2014                                                                | Tokyo                                                                   | Giappone                                                                | 4 – 2                                                                   | Nuova Zelanda                                                           | Amichevole                                                              | 1                                                                       | 79’                                                                     |
| 27-5-2014                                                               | Saitama                                                                 | Giappone                                                                | 1 – 0                                                                   | Cipro                                                                   | Amichevole                                                              | -                                                                       |                                                                         |
| 2-6-2014                                                                | Tampa                                                                   | Costa Rica                                                              | 1 – 3                                                                   | Giappone                                                                | Amichevole                                                              | 1                                                                       |                                                                         |
| 6-6-2014                                                                | Tampa                                                                   | Giappone                                                                | 4 – 3                                                                   | Zambia                                                                  | Amichevole                                                              | 1                                                                       | 78’                                                                     |
| 14-6-2014                                                               | Recife                                                                  | Costa d'Avorio                                                          | 2 – 1                                                                   | Giappone                                                                | Mondiali 2014 - 1º turno                                                | -                                                                       | 86’                                                                     |
| 19-6-2014                                                               | Natal                                                                   | Giappone                                                                | 0 – 0                                                                   | Grecia                                                                  | Mondiali 2014 - 1º turno                                                | -                                                                       | 57’                                                                     |
| 24-6-2014                                                               | Cuiabá                                                                  | Giappone                                                                | 1 – 4                                                                   | Colombia                                                                | Mondiali 2014 - 1º turno                                                | -                                                                       | 85’                                                                     |
| 10-10-2014                                                              | Niigata                                                                 | Giappone                                                                | 1 – 0                                                                   | Giamaica                                                                | Amichevole                                                              | -                                                                       | 90’                                                                     |
| 14-11-2014                                                              | Toyota                                                                  | Giappone                                                                | 6 – 0                                                                   | Honduras                                                                | Amichevole                                                              | -                                                                       |                                                                         |
| 18-11-2014                                                              | Osaka                                                                   | Giappone                                                                | 2 – 1                                                                   | Australia                                                               | Amichevole                                                              | -                                                                       |                                                                         |
| 12-1-2015                                                               | Newcastle                                                               | Giappone                                                                | 4 – 0                                                                   | Palestina                                                               | Coppa d'Asia 2015 - 1º turno                                            | -                                                                       |                                                                         |
| 16-1-2015                                                               | Brisbane                                                                | Iraq                                                                    | 0 – 1                                                                   | Giappone                                                                | Coppa d'Asia 2015 - 1º turno                                            | -                                                                       |                                                                         |
| 20-1-2015                                                               | Melbourne                                                               | Giappone                                                                | 2 – 0                                                                   | Giordania                                                               | Coppa d'Asia 2015 - 1º turno                                            | 1                                                                       |                                                                         |
| 23-1-2015                                                               | Sydney                                                                  | Giappone                                                                | 1 – 1 dts (4 – 5 dtr)                                                   | Emirati Arabi Uniti                                                     | Coppa d'Asia 2015 - Quarti di finale                                    | -                                                                       |                                                                         |
| 27-3-2015                                                               | Ōita                                                                    | Giappone                                                                | 2 – 0                                                                   | Tunisia                                                                 | Amichevole                                                              | -                                                                       | 60’                                                                     |
| 31-3-2015                                                               | Tokyo                                                                   | Giappone                                                                | 5 – 1                                                                   | Uzbekistan                                                              | Amichevole                                                              | -                                                                       | 69’                                                                     |
| 11-6-2015                                                               | Yokohama                                                                | Giappone                                                                | 4 – 0                                                                   | Iraq                                                                    | Amichevole                                                              | -                                                                       | 67’                                                                     |
| 16-6-2015                                                               | Saitama                                                                 | Giappone                                                                | 0 – 0                                                                   | Singapore                                                               | Qual. Mondiali 2018                                                     | -                                                                       | 61’                                                                     |
| 3-9-2015                                                                | Saitama                                                                 | Giappone                                                                | 3 – 0                                                                   | Cambogia                                                                | Qual. Mondiali 2018                                                     | 1                                                                       |                                                                         |
| 8-9-2015                                                                | Teheran                                                                 | Afghanistan                                                             | 0 – 6                                                                   | Giappone                                                                | Qual. Mondiali 2018                                                     | 2                                                                       | 77’                                                                     |
| 8-10-2015                                                               | Mascate                                                                 | Siria                                                                   | 0 – 3                                                                   | Giappone                                                                | Qual. Mondiali 2018                                                     | -                                                                       | 79’                                                                     |
| 13-10-2015                                                              | Teheran                                                                 | Iran                                                                    | 1 – 1                                                                   | Giappone                                                                | Amichevole                                                              | -                                                                       | 46’                                                                     |
| 16-6-2015                                                               | Singapore                                                               | Singapore                                                               | 0 – 3                                                                   | Giappone                                                                | Qual. Mondiali 2018                                                     | -                                                                       | 75’                                                                     |
| 17-11-2015                                                              | Phnom Penh                                                              | Cambogia                                                                | 0 – 2                                                                   | Giappone                                                                | Qual. Mondiali 2018                                                     | -                                                                       |                                                                         |
| 24-3-2016                                                               | Saitama                                                                 | Giappone                                                                | 5 – 0                                                                   | Afghanistan                                                             | Qual. Mondiali 2018                                                     | -                                                                       | 64’                                                                     |
| 29-3-2016                                                               | Saitama                                                                 | Giappone                                                                | 5 – 0                                                                   | Siria                                                                   | Qual. Mondiali 2018                                                     | 2                                                                       |                                                                         |
| 3-6-2016                                                                | Toyota                                                                  | Giappone                                                                | 7 – 2                                                                   | Bulgaria                                                                | Amichevole                                                              | 2                                                                       | 43’                                                                     |
| 1-9-2016                                                                | Saitama                                                                 | Giappone                                                                | 1 – 2                                                                   | Emirati Arabi Uniti                                                     | Qual. Mondiali 2018                                                     | -                                                                       |                                                                         |
| 6-9-2016                                                                | Bangkok                                                                 | Thailandia                                                              | 0 – 2                                                                   | Giappone                                                                | Qual. Mondiali 2018                                                     | -                                                                       |                                                                         |
| 11-10-2016                                                              | Melbourne                                                               | Australia                                                               | 1 – 1                                                                   | Giappone                                                                | Qual. Mondiali 2018                                                     | -                                                                       |                                                                         |
| 15-11-2016                                                              | Tokyo                                                                   | Giappone                                                                | 2 – 1                                                                   | Arabia Saudita                                                          | Qual. Mondiali 2018                                                     | -                                                                       | 64’                                                                     |
| 23-3-2017                                                               | Al Ain                                                                  | Emirati Arabi Uniti                                                     | 0 – 2                                                                   | Giappone                                                                | Qual. Mondiali 2018                                                     | -                                                                       | 71’                                                                     |
| 28-3-2017                                                               | Saitama                                                                 | Giappone                                                                | 4 – 0                                                                   | Thailandia                                                              | Qual. Mondiali 2018                                                     | 1                                                                       | 74’                                                                     |
| 7-6-2017                                                                | Chōfu                                                                   | Giappone                                                                | 1 – 1                                                                   | Siria                                                                   | Amichevole                                                              | -                                                                       | 10’                                                                     |
| 6-10-2017                                                               | Toyota                                                                  | Giappone                                                                | 2 – 1                                                                   | Nuova Zelanda                                                           | Amichevole                                                              | -                                                                       | 61’                                                                     |
| 10-10-2017                                                              | Yokohama                                                                | Giappone                                                                | 3 – 3                                                                   | Haiti                                                                   | Amichevole                                                              | 1                                                                       | 59’                                                                     |
| 30-5-2018                                                               | Yokohama                                                                | Giappone                                                                | 0 – 2                                                                   | Ghana                                                                   | Amichevole                                                              | -                                                                       | 46’                                                                     |
| 8-6-2018                                                                | Lugano                                                                  | Svizzera                                                                | 2 – 0                                                                   | Giappone                                                                | Amichevole                                                              | -                                                                       | 77’                                                                     |
| 12-6-2018                                                               | Innsbruck                                                               | Giappone                                                                | 4 – 2                                                                   | Paraguay                                                                | Amichevole                                                              | 1                                                                       |                                                                         |
| 19-6-2018                                                               | Saransk                                                                 | Colombia                                                                | 1 – 2                                                                   | Giappone                                                                | Mondiali 2018 - 1º turno                                                | 1                                                                       | 70’                                                                     |
| 24-6-2018                                                               | Ekaterinburg                                                            | Giappone                                                                | 2 – 2                                                                   | Senegal                                                                 | Mondiali 2018 - 1º turno                                                | -                                                                       | 72’                                                                     |
| 2-7-2018                                                                | Rostov sul Don                                                          | Belgio                                                                  | 3 – 2                                                                   | Giappone                                                                | Mondiali 2018 - Ottavi di finale                                        | -                                                                       |                                                                         |
| 22-3-2019                                                               | Yokohama                                                                | Giappone                                                                | 0 – 1                                                                   | Colombia                                                                | Amichevole                                                              | -                                                                       | 65’                                                                     |
| 26-3-2019                                                               | Kobe                                                                    | Giappone                                                                | 1 – 0                                                                   | Bolivia                                                                 | Amichevole                                                              | -                                                                       | cap. 69’                                                                |
| Totale                                                                  |                                                                         | Presenze (11º posto)                                                    | 97                                                                      |                                                                         | Reti (6º posto)                                                         | 31                                                                      |                                                                         |

| Cronologia completa delle presenze e delle reti in nazionale ― Giappone Olimpica | Cronologia completa delle presenze e delle reti in nazionale ― Giappone Olimpica | Cronologia completa delle presenze e delle reti in nazionale ― Giappone Olimpica | Cronologia completa delle presenze e delle reti in nazionale ― Giappone Olimpica | Cronologia completa delle presenze e delle reti in nazionale ― Giappone Olimpica | Cronologia completa delle presenze e delle reti in nazionale ― Giappone Olimpica | Cronologia completa delle presenze e delle reti in nazionale ― Giappone Olimpica | Cronologia completa delle presenze e delle reti in nazionale ― Giappone Olimpica |
| Data                                                                             | Città                                                                            | In casa                                                                          | Risultato                                                                        | Ospiti                                                                           | Competizione                                                                     | Reti                                                                             | Note                                                                             |
| -------------------------------------------------------------------------------- | -------------------------------------------------------------------------------- | -------------------------------------------------------------------------------- | -------------------------------------------------------------------------------- | -------------------------------------------------------------------------------- | -------------------------------------------------------------------------------- | -------------------------------------------------------------------------------- | -------------------------------------------------------------------------------- |
| 7-8-2008                                                                         | Tientsin                                                                         | Giappone                                                                         | 0 – 1                                                                            | Stati Uniti                                                                      | Olimpiadi 2008 - 1º turno                                                        | -                                                                                | 83’                                                                              |
| 10-8-2008                                                                        | Tientsin                                                                         | Nigeria                                                                          | 2 – 1                                                                            | Giappone                                                                         | Olimpiadi 2008 - 1º turno                                                        | -                                                                                | 63’                                                                              |
| 13-8-2008                                                                        | Shenyang                                                                         | Paesi Bassi                                                                      | 1 – 0                                                                            | Giappone                                                                         | Olimpiadi 2008 - 1º turno                                                        | -                                                                                | 80’                                                                              |
| Totale                                                                           |                                                                                  | Presenze                                                                         | 3                                                                                |                                                                                  | Reti                                                                             | 0                                                                                |                                                                                  |

## Palmarès

### Club

#### Competizioni nazionali
- Campionato tedesco: 2

Borussia Dortmund: 2010-2011, 2011-2012
- Coppa di Germania: 2

Borussia Dortmund: 2011-2012, 2016-2017
- Campionato inglese: 1

Manchester United: 2012-2013
- Community Shield: 1

Manchester United: 2013
- Coppa di Grecia:

PAOK: 2020-2021

### Nazionale
- Coppa d'Asia: 1

2011

### Individuale
- Capocannoniere della J. League Division 2: 1

2009 (27 gol)
- ESM Team of the Year: 1

2011-2012
- Giocatore internazionale asiatico dell'anno: 1

2012